# Wybory parlamentarne na Tonga w 2008 roku
Wybory parlamentarne na Tonga odbyły się 23 i 24 kwietnia 2008. 23 kwietnia tongijska szlachta wybierała 9 reprezentantów w 32-osobowym Zgromadzeniu Ustawodawczym, zaś 24 kwietnia swoich 9 reprezentantów wybierał lud. Oprócz przedstawicieli ludu i szlachty w Zgromadzeniu Ustawodawczym zasiadają z urzędu członkowie mianowanej przez króla Tajnej Rady (12 ministrów) oraz dwóch gubernatorów.

## Kontekst polityczny
Po wyborach w 2005 roku na Tonga możliwe stało się oficjalne rejestrowanie partii politycznych. Jako pierwszy zarejestrował się Ruch na rzecz Praw Człowieka i Demokracji (HRDM). W kwietniu 2005 doszło w nim do rozłamu, część członków odeszła i założyła nową partię: Demokratyczną Partię Ludową (PDP).
W sierpniu 2007 ogłoszono powołanie kolejnej partii – Partii Trwałej Budowy Narodu. Nie określała się ona ani jako lewicowa, ani prawicowa.
Partie nie mają prawa zgłaszania kandydatur do Zgromadzenia Ustawodawczego, toteż kandydaci formalnie startowali jako niezależni, choć wielu z nich posługiwało się partyjnym szyldem w kampanii.
W listopadzie 2006 w stolicy kraju Nukuʻalofa doszło do zamieszek, w których zginęło 8 osób, a duża część miasta została zniszczona. Pięciu prodemokratycznych członków Zgromadzenia Ustawodawczego zostało oskarżonych o podżeganie i pomocnictwo w zamieszkach. Rząd wprowadził stan wyjątkowy, który obowiązywał aż do wyborów w 2008.

## Kampania i wyniki
W 2008 na Tonga było 68 730 zarejestrowanych wyborców, głosowało 32 091 osób (frekwencja 46,69%). O dziewięć miejsc przypadających przedstawicielom ludu ubiegało się 71 kandydatów, w tym 8 kobiet.
Do Zgromadzenia Ustawodawczego dostało się 4 kandydatów Ruchu na rzecz Praw Człowieka i Demokracji, 2 kandydatów Demokratycznej Partii Ludowej i 3 kandydatów niezależnych o prodemokratycznych sympatiach. Wśród wybranych przedstawicieli ludu nie było kobiet, choć w parlamencie znalazła się jedna kobieta, zasiadająca w nim z ramienia rządu.